# رومانووو (شهرستان اوک)
رومانووو (به لهستانی:  Romanowo) یک روستا در لهستان است که در گمینا کالینووو واقع شده‌است.